# Rosthornit
Rosthornit ist die Bezeichnung für ein fossiles Harz aus der eozänen Kohle Kärntens (Österreich). Das Harz wurde am Sonnberg in Guttaring gefunden und von dem Montangeologen Hans Höfer von Heimhalt im Jahr 1871 nach dem österreichischen Industriellen Franz von Rosthorn benannt. Beim Rosthornit handelt es sich um ein Retinit. Die botanische Herkunft des Harzes ist ungeklärt. Einige Autoren halten aufgrund gaschromatographischer und massenspektrometrischer Untersuchungen einen fossilen Vertreter aus der Familie der Balsambaumgewächse (Burseraceae) für den Harzlieferanten.